# Antoni Jakubski
Antoni Władysław Jakubski (ur. 28 marca 1885 we Lwowie, zm. 20 maja 1962 w Londynie) – podpułkownik dyplomowany piechoty Wojska Polskiego, działacz niepodległościowy, kawaler Orderu Virtuti Militari, zoolog, profesor Uniwersytetu Poznańskiego.

## Życiorys
Urodził się we Lwowie, w rodzinie Władysława, urzędnika pocztowego, i Pauliny z Hickiewiczów.
Studiował zoologię pod kierunkiem prof. Józefa Nusbaum-Hilarowicza na Uniwersytecie Lwowskim.
W latach 1909–1910 odbył wyprawę do Afryki Wschodniej. Był pierwszym Polakiem, który 13 marca 1910 r. zdobył (i następnie opisał) Kilimandżaro wraz z jego najwyższym szczytem Kibo. Pieszo przeszedł ówczesną Tanganikę od Oceanu Indyjskiego do jezior Niasa i Rukwa oraz częściowo Kenię (obecnie państwa Tanzania i Kenia). Głównym celem wyprawy Jakubskiego było badanie fauny jeziora Niasa i Rukwa.
W 1906 został członkiem Organizacji Bojowej Polskiej Partii Socjalistycznej, trzy lata później członkiem Związku Walki Czynnej, a w 1912 członkiem Związku Strzeleckiego.
W czasie I wojny światowej służył w Legionach Polskich w 6 pułku piechoty. 5 grudnia 1914 został mianowany podporucznikiem, a 11 października 1915 – porucznikiem. 30 czerwca 1916 w czasie tzw. „zatargu z c. i k. Komendą Legionów Polskich o oznaki” został wezwany do gen. Stanisława Puchalskiego, który zakomunikował mu, że oddaje go pod sąd polowy i zakazuje opuszczać rejon pułku, natomiast komendant III Brygady LP płk Wiktor Grzesicki, po śmierci porucznika Romana Łubieńskiego (6 lipca 1916), zakazał wyznaczenia go na stanowisko adiutanta pułku. 6 czerwca 1917 został odkomenderowany z pułku do Inspektoratu Wyszkolenia Polskiej Siły Zbrojnej.
W 1917 habilitował się na Uniwersytecie Lwowskim.

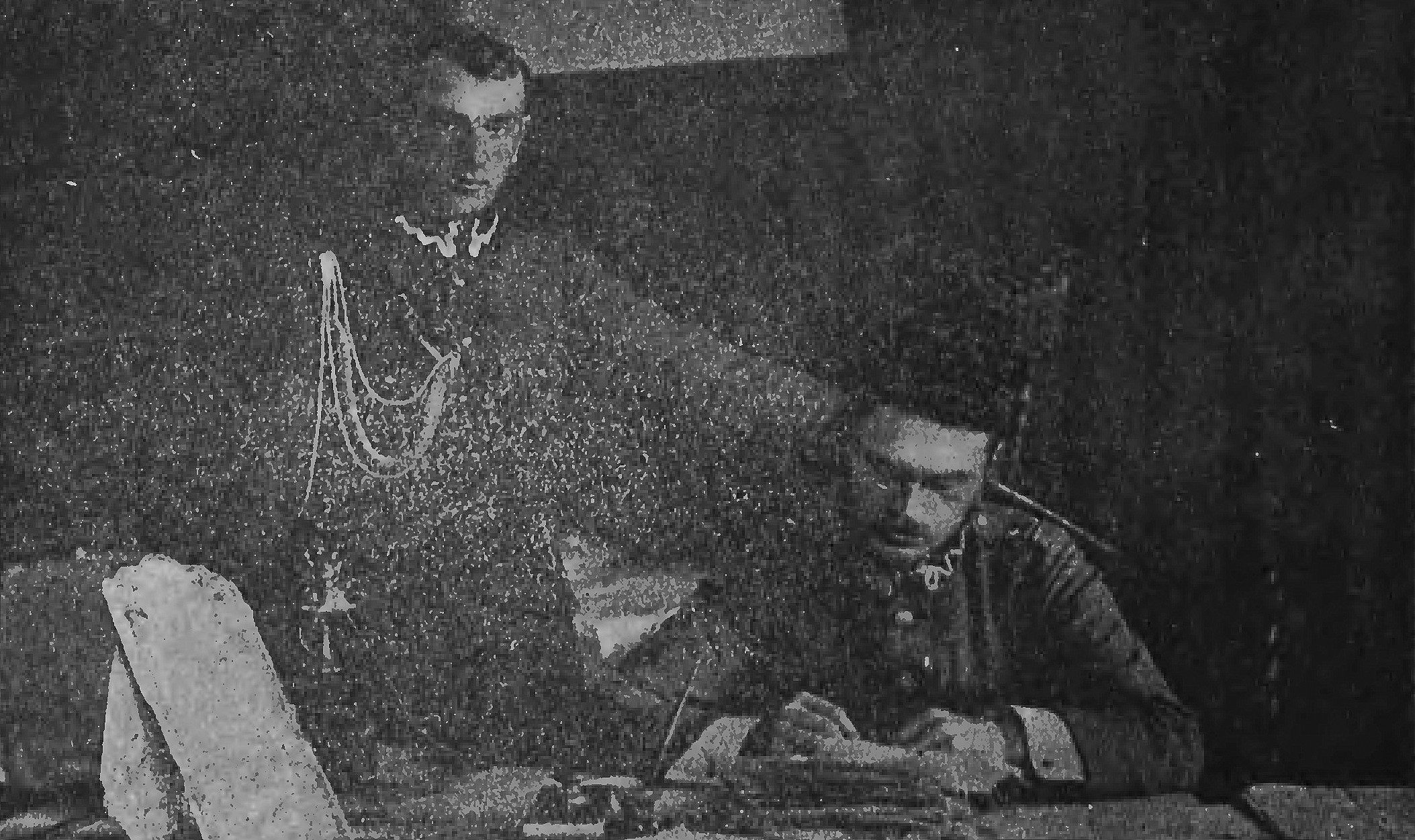
Mjr dr Antoni Jakubski z adiutantem por. Wesołowskim z 3 Armii (1920)

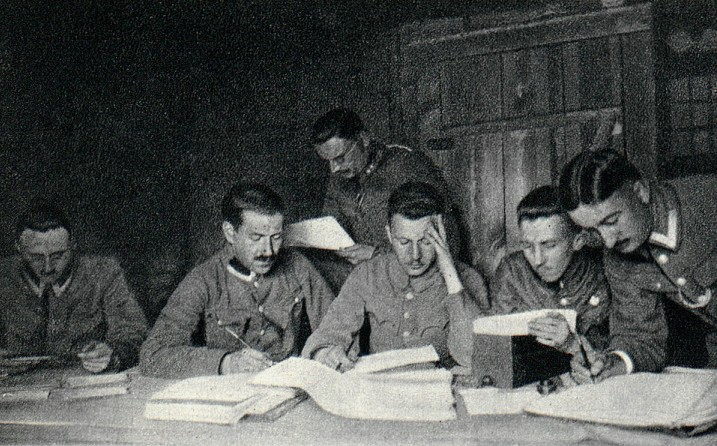
Oficerowie Komendy 6 pułku piechoty Legionów Polskichi, Antoni Jakubski w głębi.

W listopadzie 1918 brał udział w polsko-ukraińskich walkach o Lwów jako II szef sztabu Naczelnej Komendy Obrony Lwowa. 25 maja 1919 został formalnie przyjęty do Wojska Polskiego z byłych Legionów Polskich, z zatwierdzeniem posiadanego stopnia kapitana i przydzielony z dniem 1 listopada 1918 do Dowództwa Wschód. 26 lipca 1920 roku został szefem sztabu 2 Dywizji Litewsko–Białoruskiej. 12 sierpnia 1920 roku został wyznaczony na stanowisko kwatermistrza 5 Armii. Według doniesień z listopada 1920 był kwatermistrzem 3 Armii.
25 października 1921 r. został przeniesiony do rezerwy. W rezerwie posiadał przydział do 38 pułku piechoty Strzelców Lwowskich w Przemyślu. Został zweryfikowany w stopniu podpułkownika ze starszeństwem z dniem 1 czerwca 1919 roku w korpusie oficerów rezerwy piechoty. W 1934 r. pozostawał w ewidencji Powiatowej Komendy Uzupełnień Poznań Miasto. Posiadał przydział do Oficerskiej Kadry Okręgowej Nr VII. W 1936 był prezesem Zarządu Okręgu Poznań Związku Legionistów Polskich.
Został profesorem w Poznaniu. Był jednym z organizatorów polskich morskich badań biologicznych – w 1923 zorganizował Morskie Laboratorium Rybackie w Helu.
15 września 1939 został mianowany oficerem łącznikowym pomiędzy Dowództwem Grupy Obrony Lwowa, a władzami cywilnymi we Lwowie w sprawach utrzymania porządku, bezpieczeństwa, aprowizacji i służby zdrowia.

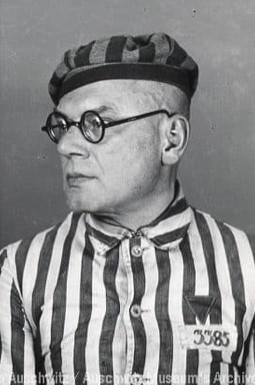
Antoni Jakubski jako więzień KL Auschwitz

8 listopada 1939 r. został aresztowany przez słowacką straż graniczną i przekazany Niemcom. Przebywał w więzieniach w Komańczy, Sanoku, Tarnowie i na Montelupich w Krakowie. 30 sierpnia 1940 r. został więźniem KL Auschwitz, w którym otrzymał numer 3385. 4 grudnia 1944 r. został przewieziony do KL Mauthausen, w którym otrzymał numer 112.138. 5 maja 1945 r. został uwolniony przez armię amerykańską. W czerwcu 1945 roku został przyjęty do 2 Korpusu Polskiego i przydzielony do 2 Warszawskiej Dywizji Pancernej w Maceracie na stanowisko szefa oświaty.
Po wojnie osiadł w Londynie. Pracował m.in. w British Museum. Członek założyciel i prezes Polskiego Towarzystwa Naukowego na Obczyźnie. Był także współzałożycielem Koła Lwowian w Londynie.

## Ordery i odznaczenia
- Krzyż Srebrny Orderu Wojskowego Virtuti Militari nr 2529 – 10 sierpnia 1922[19][20]
- Krzyż Komandorski Orderu Odrodzenia Polski – 10 listopada 1938 „za zasługi na polu pracy społecznej”[21]
- Krzyż Niepodległości – 6 czerwca 1931 „za pracę w dziele odzyskania niepodległości”[22]
- Krzyż Walecznych po raz pierwszy i po raz drugi – 1922[23]
- Krzyż Walecznych po raz trzeci i po raz cztwarty – 1922 „za udział w b. Legionach Polskich”[24][25]
- Złoty Krzyż Zasługi – 28 lipca 1928 „za zasługi na polu społecznym i przysposobienia wojskowego”[26]
- Krzyż Pamiątkowy 6 Pułku Piechoty Legionów Polskich (Krzyż Wytrwałości)[27]
- Pierścień Oficerski 6 pp LP[28]
- Komandor Orderu Świętego Sawy (Jugosławia)[29]
- Krzyż Zasługi Wojskowej 3 klasy z dekoracją wojenną[30]
- niemiecki Krzyż Żelazny II klasy[31]

## Prace
- Ze wspomnień adjutanta. W: Rok bojów na Polesiu 1915–1916. Notatki i szkice oficerów 6 Pułku Legionów Polskich. Henryk Gruber (red.). Warszawa: Nakładem Kasy Oficerskiej 6 Pułku Legionów Polskich, 1917, s. 13–21.
- W rocznicę. Ofiarnym cieniom poległych szóstego pułku piechoty Legionów polskich. „Kurjer Lwowski”. 345 wyd. poranne, s. 1, 1918-09-29. Lwów.[32]

Jakubski zajmował się m.in. zoogeografią, anatomią porównawczą i historią zoologii. Niektóre z jego prac:
- W krainach słońca, 1914 – relacja z podróży do Afryki[1],
- Czerwiec polski, 1934 – monografia czerwca polskiego,
- Bibliografia fauny polskiej do roku 1880 (z M. Dyrdowską), 1928.